# Руски Новини
«Руски Новини» — тижневик для бачвансько-срімських українців у Югославії, видання Руского Народного Просвитного Дружства. Видавався бачванською говіркою у 1924—1941 роках у Новому Саді (редактор — отець Ю. Павич), Пишкоревцях і Руському Керестурі (редактор — отець М. Фірак), наклад 2 000 примірників.
«Руски Новини» був органом українських емігрантів 4-ї хвилі в Західній Європі і є оригінальним виданням українців за кордоном, зокрема в Югославії, яке представляло інтереси більш ніж 50 тисяч емігрантів. Тижневик мав виразно національне обличчя, що проявлялося не лише в мові видання, але й у змісті цієї газети.
Більшість статей у «Руских Новин» були присвячені двом головним темам: самоідентифікація та самозбереження українців в Югославії; події економічного, політичного, національного та духовного життя в Україні. «Руски Новини» аргументовано доводили, що для збереження українського народу в діаспорі необхідно плекати й розвивати українську мову, формувати і сприяти активізації просвітницьких товариств, цікавитися і знати історію свого народу, берегти свою віру, боротися за створення незалежної України, ототожнюючи себе з українським народом.
«Руски Новини» не втратили зв'язок з історичною батьківщиною, тому глибоко цікавилися подіями в Україні: розповідали про український Голокост, судові процеси проти націоналістів у західній Україні, про культурне та освітнє життя тощо. «Руски Новини» зробили вагомий внесок до історії розвитку та існування української журналістики. Вони засвідчили про здатність українців не здаватися, існувати автономно, незважаючи на відірваність від рідної землі. Ця газета засвідчила прагнення українців до самовизначення, до бажання заявити на всю Югославію (як і на весь світ), що вони є окремий етнос, що вони українці, а не натовп без обличчя та назви. Зрештою, саме «Руски Новини» виступили тією силою, яка об'єднала українців, що мешкали на території Югославії.